# Koléa (distrito)
Koléa é um distrito localizado na província de Tipasa, Argélia. Sua capital é a cidade de mesmo nome. A população total do distrito era de 101 887 habitantes, em 2008.

## Comunas
O distrito está dividido em três comunas:
- Koléa
- Chaiba
- Attatba